# Camera del Lavoro di Torino
La Camera del Lavoro di Torino è l'organizzazione territoriale della CGIL per la provincia di Torino. I suoi compiti sono regolati dall'articolo 10 dello statuto della CGIL.

## Storia
La costituzione di una società che avesse lo scopo di collocare la manodopera ma anche di operare come mediatore tra operai e padroni, sul modello della "Borsa del Lavoro" esistente allora a Parigi, fu proposta nel 1889 dalla società Archimede che riuniva i fabbri ferrai e i lavoratori meccanici.
Nel gennaio 1890 le 30 società che costituivano la Confederazione delle società operaie di Torino votarono un documento che le impegnava a «promuovere l'istituzione della Camera del lavoro».
La Camera del Lavoro di Torino fu costituita ufficialmente il 1º maggio 1891 per opera del sindacalista Osvaldo Gnocchi Viani  e di altre personalità del mondo operaio come Dante Racca, Pier Giorgio Daghetto, Paolo Alessi e Vittorio Chenal, ma i suoi uffici di via Basilica furono aperti solo a partire da settembre, quando vi aderì formalmente l'Associazione Generale degli Operai.
Inizialmente svolse un ruolo molto limitato di mediazione e collocamento dei lavoratori, tanto da ricevere finanziamenti anche da parte del Comune e dalla Provincia di Torino, di orientamento conservatore. Soltanto intorno al 1893 fu conquistata dai socialisti e assunse un ruolo attivo negli scioperi e nelle lotte operaie.
In seguito al suo sostegno agli operai della conceria Fiorio, nel 1896, l'amministrazione municipale guidata da Felice Rignon ritirò il suo contributo e nel 1897 la Camera del Lavoro si trasferì nella sede dell’Associazione Generale degli Operai, in corso Siccardi 12. In quel momento aveva 5.500 iscritti, sui circa 80.000 operai torinesi.
Nel 1898 fu sciolta d'autorità, così come altre associazioni come la Lega ferrovieri, in seguito ai moti di Milano, e si ricostituì l'anno successivo, per iniziativa di Domenico Ottone.
La sua prima conquista importante fu l'accordo sulle otto ore di lavoro, firmato il 20 febbraio 1919.
Nel 1920 partecipò all'occupazione delle fabbriche.
Nella notte tra il 24 e il 25 aprile 1921 fu devastata dai fascisti, per rappresaglia contro l’omicidio di un fascista, senza che le guardie regie che sorvegliavano l’edificio intervenissero.
Nel dicembre 1922 fu nuovamente devastata dai fascisti nel corso della strage commessa dai fascisti guidati da Piero Brandimarte, che pochi giorni dopo fu coperta da Mussolini con un decreto di amnistia.
La Camera del Lavoro fu costretta alla chiusura e fu ricostituita come sindacato unitario soltanto dopo la fine del fascismo, nel 1945: i suoi primi segretari, insediati ufficialmente il 30 aprile, furono Luigi Carmagnola per il PSIUP, Vittorio Flecchia per il PCI, Giuseppe Rapelli per la DC.
Il giorno successivo la Festa del lavoro fu nuovamente celebrata dopo 23 anni, con un corteo che si fermò davanti alla sede storica della Camera del Lavoro, guidato dal sindaco di Torino, il comunista Giovanni Roveda che era stato il suo ultimo segretario.
Nel 1948 la Camera del Lavoro di Torino si avvicinò a 300.000 iscritti, di cui quasi la metà metalmeccanici.
Nel 1948, in seguito all'attentato a Togliatti, anche nella Camera del Lavoro di Torino si separarono la componente comunista e quella democristiana, così come era avvenuto a livello nazionale.
Nel 1952 divenne segretario generale Egidio Sulotto, su nomina diretta di Giuseppe Di Vittorio.
Dal 1959 al 1974 ne fu segretario generale l'ex partigiano Giovanni Alasia.

## Organizzazione
I suoi organismi dirigenziali sono il Comitato direttivo, eletto dal Congresso, e la Segreteria, eletta dal Comitato direttivo.